# Stephen Snobelen
Stephen David Snobelen es un profesor de historia de ciencia y tecnología canadiense que ejerce en el University of King's College en Halifax, Nueva Escocia. 

## Biografía
Originario de la Columbia Británica, su docencia y trabajos de investigación giran en torno a la Historia de la ciencia, Ciencia y religión, la figura de Isaac Newton, la divulgación de la ciencia; y el Milenarismo.
La principal área académica de interés de Snobelen es sobre los escritos teológicos y proféticos de Isaac Newton. Fue presentador en un documental de la BBC sobre este tema, titulado Newton: The Dark Heretic.
Snobelen es miembro fundador del Newton Project en el Reino Unido y director del Newton Project, Canadá.
En 2002, Snobelen fue galardonado con el John Templeton Foundation Science and Religion Course Award por sus dos cursos en University of King's College, Science and Religion: Historical Perspectives y Science and Religion: Contemporary Perspectives.